# Sandale
Sandale (lat. sandalia; od grč. sandalion, izvorno »obuća [lidijskog boga] Sandala«) vrsta su otvorene obuće koja se od veoma starih vremena nosila širom svijeta, i proizvedena od raznog prirodnog materijala, obično kože, drveta i raznih biljnih vlakana. Poznate su još u Mezopotamiji 1600. – 1200. pr. Kr., nadalje u Egiptu, Rimu, starim američkim civilizacijama, a danas su uobičajena svakodnevna obuća meksičkih Indijanaca, gdje su poznate kao huarache. 
Sandale su i svečana obuća biskupa kod pontifikalne mise. Posebna obuća pape i njegovih đakona (campagi) spominje se u 6. stoljeću, a preuzeta je od rimskih senatora. U 9. stoljeću spominju se sandalia, koje nose svi klerici. To su isprva otvorene, a od 6. – 13. stoljeća zatvorene cipele raznovrsna oblika. Od 14. stoljeća posebne cipele u liturgijskim činima postale su privilegija biskupa, a nazivaju se caligae. Izrađuju se od svile i kožnog potplata, a iste su boje kao i ostalo liturgijsko ruho tog dana.

## Vanjske poveznice
- The History of Footwear - Sandals  Arhivirana inačica izvorne stranice od 27. rujna 2006. (Wayback Machine)